# Ellen Nikolaysen
Ellen Helen Nikolaysen (Oslo, 10 de dezembro de 1951- ) é uma cantora e atriz norueguesa. Ela participou no Festival Eurovisão da Canção 1973 fazendo parte da banda Bendik Singers com a canção It's Just a  Game e dois anos depois como cantora solo no Festival Eurovisão da Canção 1975 com o tema Touch My Life (With Summer) que apesar de ter sido cantada em inglês terminou em penúltimo lugar (18.º,entre 19) com apenas 11 pontos. Ela venceu o Prémio de Melhor Interpretação no World Popular Song Festival em Tóquio em 1974 com a canção "You Made Me Feel I Could Fly". Nos inícios da década de 1990, Nikolaysen iniciou uma nova carreira de atriz em teatros da Noruega.

## Discografia

### Álbuns
- 1972: Stans! Jeg vil gi deg en sang
- 1973: Freckles
- 1976: Kom
- 1978: Jul med Hans Petter og Ellen com Hans Petter Hansen
- 1983: Songar utan ord com  Sigmund Groven
- 1987: Julekvad

### Singles
- 1971 Livet er som et orkester (We're All Playing in the Same Band) / Kom, kom, kom (Pomme, pomme, pomme) (Philips 6084 008)
- 1973 Sangen han sang var min egen (Killing Me Softly With His Song) / Når du ler
- 1974 Kunne du lese tanker
- 1974 You Made Me Feel I Could Fly / Who Put the Lights Out (Philips 6084 043)
- 1975 Du gjorde verden så lys / Hvis du tror meg (si det nå) (Philips 6084 045)
- 1975 Touch My Life With Summer / You Made Me Feel I Could Fly (Philips 6084 046)
- 1975 Wer liebt kommt wieder / Aber du (Philips 6003 419)
- 1977 Sommerzeit / Du bist nicht mehr, was du mal warst, Boy (CBS 5262)